# Proporzione continua
In matematica, una proporzione fra quattro grandezze, dell'ordine {\displaystyle P}, {\displaystyle Q}, {\displaystyle R}, {\displaystyle S}, si dice continua quando i medi (oppure gli estremi in alcuni casi) sono tra loro uguali. 
Pertanto, ponendo {\displaystyle P=A}, {\displaystyle Q=R=B} e {\displaystyle S=C}, una proporzione è continua quando è del tipo:
{\displaystyle A:B=B:C}

## Termini
In una proporzione continua le tre grandezze sono così definite:
- {\displaystyle A} "primo proporzionale";
- {\displaystyle B} "medio proporzionale";
- {\displaystyle C} "terzo proporzionale" o "quarto proporzionale" (perché è il quarto numero)

Determinare la terza grandezza proporzionale, dopo due grandezze {\displaystyle A} e {\displaystyle B} significa determinare una grandezza {\displaystyle C}, e quindi risolvere la proporzione 
{\displaystyle A:B=B:C}

## Esempi
La sezione aurea è un esempio di proporzione continua.

## Calcolo del medio proporzionale incognito in una proporzione continua
Per determinare il medio proporzionale in una proporzione continua, si calcola la radice quadrata del prodotto degli estremi.
Per esempio:
80 : x = x : 5 applico la proprietà fondamentale:
x2 = 80 · 5
√400 = 20
x = 20